# 陳學棻
陳學棻（？年—1901年），字桂生。湖北安陸縣人。清朝政治人物。

## 生平
同治元年（1862年）壬戌科進士。選庶吉士，散館授翰林院编修。光緒十一年（1885年）出督福建學政，歷任詹事、浙江學政、吏部侍郎。官至工部尚書。諡文恪。